# عبد المنعم الحريري
عبد المنعم الحريري (29 فبراير 1924 - 16 فبراير 1989) هو موسيقار مصري.

## حياته ونشأته
مواليد 29 فبراير 1924 بحي الجمالية بالقاهرة ، ينتمي لأسرة موسيقية عريقة لها مكانتها في الحياة الموسيقية ومنها الشيخ درويش الحريري ومرسي الحريري ومصلح الحريري، تلقي دروسه الأولي في الموسيقي علي يد أخيه الأكبر مصلح الحريري، واستطاع وهو في التاسعة من عمره أن يتقن عزف آلة العود ويحفظ الكثير من الموشحات والأدوار، التحق بمعهد فؤاد الأول للموسيقي العربية، حيث درس عزف آلة الكمان علي الأستاذ الإيطالي أرميناك وفي عام 1947 ألتحق بالمعهد العالي للموسيقي المسرحية وتخرج عام 1949.

## مسيرته
بدأ عمله ملحن في فرقة إبراهيم حمودة، ثم عمل مع عبد الغني السيد وفريد الأطرش وفتحية أحمد، أنضم بعدها لفرقة صالح عبد الحي، واتجه إلى تأليف المقطوعات الموسيقية، عمل في فرقة الموسيقية للموسيقار عبد الوهاب، شارك في عزف أغاني فيلم ممنوع الحب سنة 1947، عمل عازف كمان في الفرقة الموسيقية المصاحبة لأم كلثوم.
اتجه إلى التلحين وشجعه الموسيقار محمد عبد الوهاب، تأثر بالحأن العديد من المطربين منهم إسماعيل شبانة وأحمد سامي وشفيق جلال وعادل مأمون وعبد الغني السيد ومحمد قنديل وهاني شاكر، ومن المطربات التي أشدت بأدائه المغنية أحلام وسعاد محمد وسعاد مكاوي وعصمت عبد العليم وفايزة أحمد وليلى مراد وهدى سلطان وإيمان الطوخي.
عمل أستاذاَ لآلة الكمان في المعهد العالي للتربية لمدة عشرين عاماَ، قام بتدريس الموشحات بالمعهد العالي للموسيقي العربية، قام في عام 1980 بتدريب فرقة الإنشاد الديني التي أنشأها المعهد، بالإضافة إلى كتباتها العديد من المقطوعات الموسيقية منها:
- أحلامي
- هدية
- سحر الشرق
- رقصة الربيع
- سمارة
- ليالي الحدائق
- سوسن
- فكرة
- نجوم
- أفراح
- نجوي
- سامبا
- ميمي
- من حبي
- شرقيات
- عيون حبيبي
- سماعي حجاز كاركرد
- بشاير
- ذكري
- أمل
- سمية
- سماح